# 할렘 셰이크 (밈)

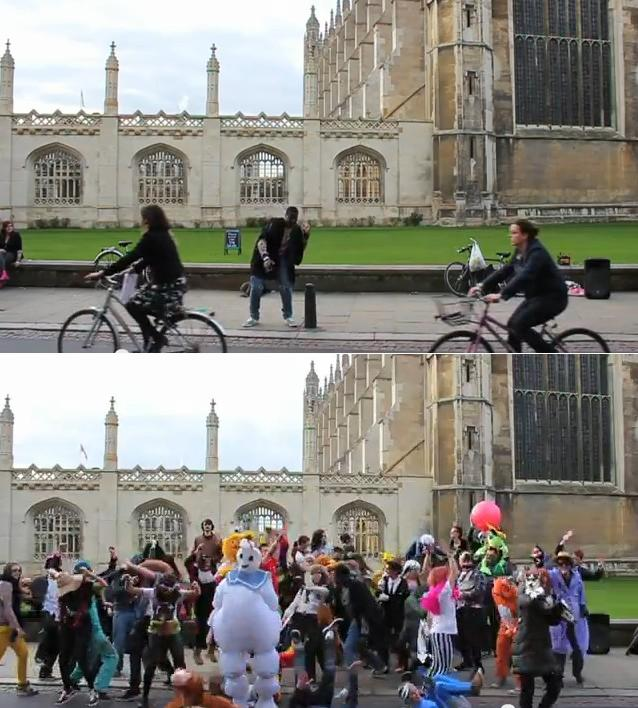

할렘 셰이크(Harlem Shake)는 2013년 발생한 인터넷 현상의 일종이다.

## 개요
오스트레일리아 퀸즐랜드 주에 거주중인 더 서니 코스트 스케이트(The Sunny Coast Skate)라는 젊은이 5인조가 유튜브에 동영상을 게시한 것을 계기로, 순식간에 전세계로 유행하게 되었다. 바우어가 2012년에 발표 한 곡 "Harlem Shake"를 틀며 몇 사람이 춤을 추는 것이다. 할렘 셰이크의 동영상에는 정해진 패턴이있다. 초반 15초 정도는 헬멧을 입는 등 기발한 변장을 하고 1명이 천천히 춤을 춘다. 이후 15초 정도는 똑같이 변장한 주변의 모든 사람이 격렬하게 미친 듯 춤을 춘다.

## 같이 보기
- 인터넷 밈 목록